# Jüdischer Friedhof (Aub)

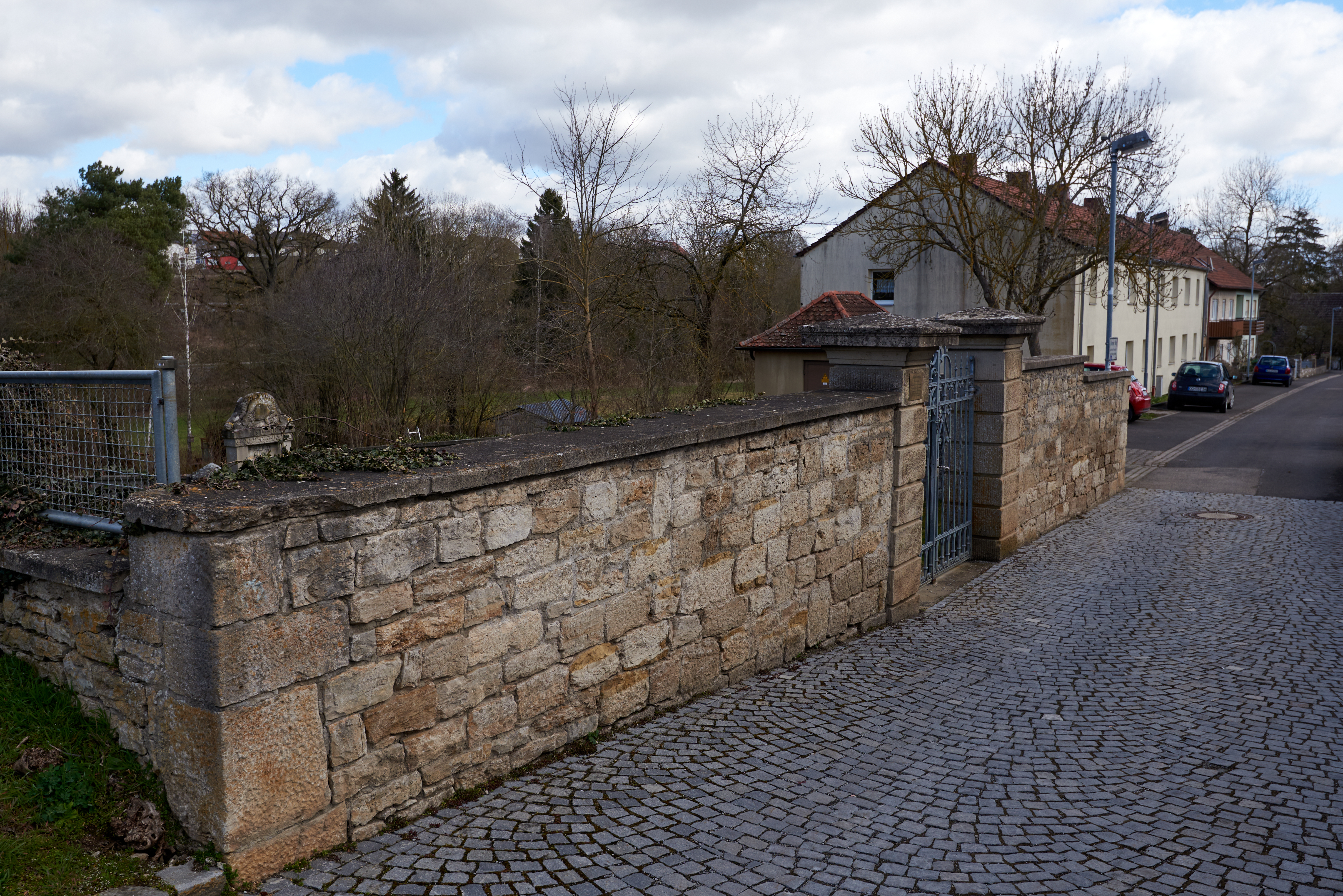
Eingang zum jüdischen Friedhof in Aub

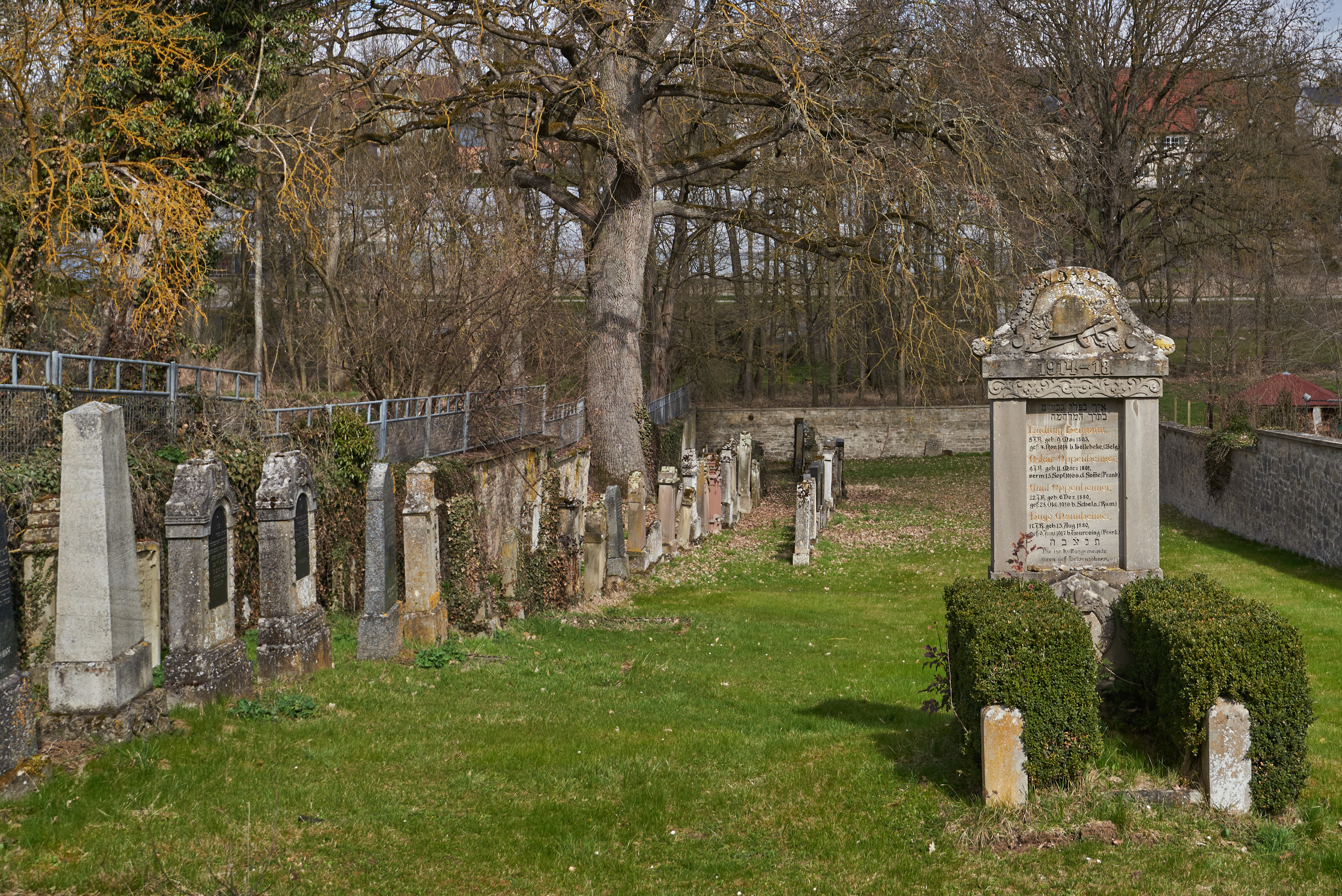
Gräber und rechts das Kriegerdenkmal

Der Jüdische Friedhof Aub in Aub, einer Stadt im unterfränkischen Landkreis Würzburg, liegt am Harbachweg und enthält 102 Gräber in drei Reihen. In der westlichen Friedhofsmauer sind 40 Grabsteine (Mazewot) des alten Friedhofs eingelassen.

## Geschichte
Die ersten Juden von Aub siedelten sich im Ort möglicherweise nach den Judenverfolgungen des Ersten Kreuzzuges an, wenig später kamen auch Überlebende des Rintfleisch-Pogroms von 1298 und der Armleder-Verfolgung von 1337 nach Aub.
Bis zur Einweihung des Friedhofs 1630/31 direkt vor der damaligen Stadtmauer wurden die verstorbenen Juden des Ortes auf nahe liegenden Verbandsfriedhöfen bestattet.
Aus unbekannten Gründen kam es dann zu einem Bestattungsverbot auf dem Auber Friedhof, so dass z. B. von 1665 bis 1695 die verstorbenen Juden des Ortes auf dem nicht mehr erhaltenen Friedhof von Eibelstadt beerdigt wurden. Erst ab 1700 fanden wieder Bestattungen auf dem jüdischen Friedhof in Aub statt.
Als 1880 die auf dem Friedhof verfügbare Fläche erschöpft war, wurde der Friedhof erweitert. Auf Grund des unterschiedlichen Höhenniveaus beider Friedhofsteile wurde eine Stützmauer errichtet, deren Bau durch eine Spende des Vorstehers der jüdischen Gemeinde Aub Abraham Oppenheimer ermöglicht wurde. Die Mauer war 1923 vollendet. Ein im November 1888 errichteter Gedenkstein aus Kalkbruchstein erinnert an die alte Friedhofsanlage.
Hinter dem Eingangstor wurde ein Denkmal für die im Ersten Weltkrieg gefallenen Gemeindemitglieder errichtet.